# Ella at Duke's Place
Ella at Duke's Place è il trentatreesimo album della cantante jazz Ella Fitzgerald, pubblicato dalla Verve Records nel 1965.
L'album vede la cantante interpretare brani scritti e diretti da Duke Ellington.

## Tracce
Lato A
1. Something to Live For (Duke Ellington, Billy Strayhorn) – 3:35
2. A Flower Is a Lovesome Thing (Strayhorn) – 5:00
3. Passion Flower (Strayhorn) – 4:39
4. I Like the Sunrise – 3:26
5. Azure (Irving Mills) – 6:48

Lato B
1. Imagine My Frustration (Strayhorn, Gerald Stanley Wilson) – 4:49
2. Duke's Place (Bill Katz, Ruth Roberts, Bob Thiele) – 4:13
3. Brown-skin Gal in the Calico Gown (Paul Francis Webster) – 5:05
4. What Am I Here For? (Frankie Laine) – 5:35
5. Cotton Tail – 3:41